# Erchinoald
Erchinoald také Archambaud (580? - 658) byl franský majordomus královského paláce v Neustrii v letech 641 až 658. V úřadu majordoma následoval majordoma Aegu.
Historia Francorum uvádí, že byl příbuzný Dagobertovy matky. Patrně prostřednictvím své matky Gerbergy, dcery Richomera a Gertrudy z Hamagu byl bratrancem mladého krále Dagoberta I.
Ve službách Erchinoalda jako otrokyně sloužila Balthilda z Yorku, která pocházela z vysoce postavené anglosaské rodiny ve Východní Anglii. Po smrti Erchinoaldovy manželky se Echinoald do Bathildy zamiloval a chtěl si ji vzít za manželku, s čímž Bathilda nesouhlasila a z královského dvora utekla. V úkrytu setrvala do doby, než se Erchinoald znovu neoženil. Později této situace Erchinoald využil a Bathildu věnoval Chlodvíkovi II., aby si u něho zajistil přízeň a posílil svou pozici. Kolem roku 639 přivítal ve svém sídle v Péronne irského mnicha Fursyho z Péronne a jeho bratry Foillana a Ultana. Fursy pokřtil Erchinoaldova syna a na jeho žádost založil opatství Mont Saint-Quentin poblíž Péronne. Během jeho úřadování se výrazný franský vliv přenesl i do Východní Anglie a Kentu.